# Emerson Burton
Emerson Burton, pseudonimo di Janne Johannes Puurtinen (Helsinki, 17 ottobre 1974), è un tastierista finlandese, membro del gruppo musicale HIM dal 2001.

## Biografia
Proveniente da una famiglia di ballerini, iniziò a suonare il pianoforte, stimolato dalla madre, all'età di 5 anni. In seguito frequentò il conservatorio di Helsinki per perfezionare lo studio delle tastiere e del piano, e qui incontrò Ville Valo e gli altri membri degli Him che all'epoca avevano già un tastierista.
Janne è entrato provvisoriamente negli HIM in sostituzione al tastierista Zoltan Pluto che aveva abbandonato la band per motivi personali durante il tour del gruppo in Norvegia, Svezia e Danimarca nell'estate del 2000. È entrato ufficialmente nella band nel gennaio 2001.
È un appassionato di musica classica e tra le sue influenze cita Tchaikovsky, Deep Purple, Pink Floyd, Led Zeppelin e Michael Jackson. Ha una figlia nata nel 2006 dalla moglie Leena.